# 近畿日本ツーリストコーポレートビジネス
株式会社近畿日本ツーリストコーポレートビジネス（きんきにっぽんツーリストコーポレートビジネス）は、かつて存在した近畿日本ツーリストグループの旅行会社。
東京都千代田区に本社を置く日本の旅行会社で、近畿日本ツーリストグループの一社。法人格としては、近畿日本ツーリスト株式会社（2代目）を継承していた。
東京地区の企業や行政機関を対象にMICE等の旅行を取り扱う、法人旅行専門の会社であった。

## 沿革
- 2018年（平成30年）4月1日 - 地域事業の分社化を終了した近畿日本ツーリスト株式会社（2代目）が、株式会社近畿日本ツーリストコーポレートビジネスに商号変更。
- 2021年（令和3年）4月1日 - 株式会社KNT-CTグローバルトラベルを吸収合併。
- 2023年（令和5年）4月1日 - 近畿日本ツーリスト株式会社および株式会社近畿日本ツーリストコーポレートビジネス間の会社分割（吸収分割）による再編。これにより株式会社近畿日本ツーリストコーポレートビジネスは団体旅行部門を近畿日本ツーリスト株式会社に統合し、個人旅行のWeb販売専門会社として、株式会社近畿日本ツーリストブループラネットと商号変更。